# Richard Wolff (Ringer)
Richard Wolff (* 19. Oktober 1948 in Bad Reichenhall) ist ein ehemaliger deutscher Ringer. Er war zwischen 1976 und 1992 insgesamt neunmal deutscher Meister im Superschwergewicht in beiden Stilarten.

## Werdegang
Richard Wolff begann als Jugendlicher in Bad Reichenhall mit dem Ringen. Er erlernte den Beruf eines Kfz-Mechanikers. Im Laufe seiner Karriere, die er in beiden Stilarten, griechisch-römischer Stil und freier Stil, betrieb, wurde er sowohl bei der Jugend A, den Junioren und den Senioren deutscher Meister. Er rang zunächst beim AC Bad Reichenhall, wechselte aber bald zum SC Anger, danach zum TSV Kelheim und beschloss seine Karriere beim KSV Germania Aalen, mit dem er 1979 und 1984 deutscher Mannschaftsmeister wurde.
Im Jahre 1965 gewann Richard Wolff mit einem dritten Platz bei der deutschen A-Jugend-Meisterschaft (intern. Bezeichnung: "Juniors") in der Klasse über 79 kg Körpergewicht seine erste Medaille bei einer deutschen Meisterschaft. 1966 wurde er deutscher A-Jugendmeister und 1969 auch deutscher Juniorenmeister im Superschwergewicht. Nach diesen Erfolgen benötigte er einige Jahre, bis er auch bei den Senioren in die deutsche Spitzenklasse der Superschwergewichtler vordrang. 1973 wurde er deutscher Vizemeister in dieser Gewichtsklasse im griechisch-römischen Stil hinter Horst Schwarz aus Untertürkheim. Seinen ersten deutschen Meistertitel gewann er 1976, wieder im griech.-röm. Stil. Bis zum Jahre 1982 gewann er dann noch acht weitere deutsche Meistertitel im Superschwergewicht, jeweils vier im griech.-röm. Stil und vier im freien Stil.
Im Dezember 1972 gewann Richard Wolff in Hennef ein Turnier zur Bildung der Kernmannschaft des deutschen Ringer-Bundes im griech.-röm. Stil im Superschwergewicht vor Pedro Pawlidis aus Aalen und Willi Simon aus Kahl. Er gehörte ab diesem Zeitpunkt der deutschen Nationalmannschaft der Ringer an. Zum ersten Mal wurde er aber erst bei der Europameisterschaft 1975 in Minsk bei einer internationalen Meisterschaft eingesetzt. Er verlor dort im griech.-röm. Stil im Superschwergewicht gegen Oleksandr Koltschynskyj aus der Sowjetunion und gegen János Rovnyai aus Ungarn und kam auf den siebten Platz.
Zwei bemerkenswerte Siege gelangen Richard Wolff 1976. Beim Großen Preis der Bundesrepublik Deutschland in Aschaffenburg schlug er den rumänischen Olympiadritten und Wilfried-Dietrich-Bezwinger Victor Dolipschi nach Punkten und bei der Europameisterschaft in Leningrad gelang ihm sogar ein Punktsieg über den sowjetischen Weltmeister Alexander Koltschinski. Leider verlor er anschließend in Leningrad nicht nur gegen Alexandar Tomow aus Bulgarien, sondern auch gegen den jungen Ungarn József Nagy, so dass er in der Endabrechnung bei dieser Europameisterschaft nur auf den 4. Platz kam. Nach dem Sieg über Koltschinski wäre sicher mehr möglich gewesen.
Bei den Olympischen Spielen 1976 in Montreal gewann er im griechisch-römischen Stil über den schwedischen Meister Arne Robertsson, verlor aber anschließend gegen János Rovnyai und gegen Roman Codreanu aus Rumänien und kam damit auf den siebten Platz.
Nach den Olympischen Spielen 1976 kam es zu Differenzen zwischen Richard Wolff und dem damaligen Bundestrainer Heinz Ostermann, was zur Folge hatte, dass Wolff bei keinen weiteren internationalen Meisterschaften mehr eingesetzt wurde, obwohl er noch einige Jahre lang der mit Abstand beste deutsche Superschwergewichtler in beiden Stilarten war.

## Internationale Erfolge
| Jahr | Platz | Wettbewerb                                                          | Stil | Gewichtskl. | |
| 1972 | 1.    | Turnier in Kopenhagen                                               | GR   | SS          | vor Tadeusz Weglewski, Polen u. Einar Gundersen, Norwegen                                                                   |
| 1973 | 3.    | Großer Preis der Bundesrepublik Deutschland in Moosburg an der Isar | GR   | SS          | hinter Christo Ignatow, Bulgarien u. Galinski, Polen                                                                        |
| 1974 | 2.    | Großer Preis der BRD in Bad Reichenhall                             | GR   | SS          | hinter Karl-Heinz Gerdsmeier, vor Lorenz Hecher, bde. BRD, Jürgen Bohndorf, DDR u. Zygmunt Andrecki, Polen                  |
| 1975 | 4.    | Intern. Turnier in Galați                                           | GR   | SS          | hinter Roman Codreanu u. Victor Dolipschi, bde. Rumänien u. Schota Morschiladse, UdSSR                                      |
| 1975 | 2.    | Großer Preis der BRD in Aschaffenburg                               | GR   | SS          | hinter Alexandar Tomow, Bulgarien, vor Lorenz Hecher                                                                        |
| 1975 | 4.    | "Werner-Seelenbinder"-Turnier in Leipzig                            | GR   | SS          | hinter Alexandar Tomow, Roman Codreanu u. Victor Dolipschi                                                                  |
| 1975 | 7.    | WM in Minsk                                                         | GR   | SS          | nach Niederlagen gegen Oleksandr Koltschynskyj, UdSSR u. János Rovnyai, Ungarn                                              |
| 1976 | 3.    | Klippan-Turnier                                                     | GR   | SS          | hinter Alexandar Tomow u. Awtandil Maissuradse, UdSSR                                                                       |
| 1976 | 2.    | Großer Preis der BRD in Aschaffenburg                               | GR   | SS          | hinter Nikola Dinew, Bulgarien, vor Victor Dolipschi, Zygmunt Andrecki u. Ewgeni Artjuchin, UdSSR                           |
| 1976 | 4.    | EM in Leningrad                                                     | GR   | SS          | mit Siegen über Henryk Tomanek, Polen u. Alexander Koltschinski u. Niederlagen gegen Alexandar Tomow u. József Nagy, Ungarn |
| 1976 | 7.    | OS in Montreal                                                      | GR   | SS          | mit einem Sieg über Arne Robertsson, Schweden u. Niederlagen gegen János Rovnyai u. Roman Codreanu                          |

## Deutsche Meisterschaften
| Jahr | Platz | Altersgruppe | Stil | Gewichtskl.   | Ergebnis                                                            |
| 1965 | 3.    | Jugend A     | GR   | über 79 kg KG | hinter Herbert Schwarz, Untertürkheim u. Reinhard Bock, Wersau      |
| 1966 | 1.    | Jugend A     | F    | über 87 kg KG | vor Georg Kadel, Niederliebersbach u. Heinrich Raber, Speyer        |
| 1969 | 1.    | Junioren     | GR   | SS            | vor Josef Hinterlhölzl, Spiesen u. Helmut Repper, Unterelchingen    |
| 1973 | 2.    | Senioren     | GR   | SS            | hinter Horst Schwarz, Untertürkheim, vor Gottfried Hanuschka        |
| 1975 | 2.    | Senioren     | GR   | SS            | hinter Lorenz Hecher, Hallbergmoos, vor Alfons Hecher, Hallbergmoos |
| 1976 | 1.    | Senioren     | GR   | SS            | vor Klaus Reiter, Göttingen u. Willi Simon, Kahl                    |
| 1977 | 1.    | Senioren     | GR   | SS            | vor Gerd Volz, VfK Schifferstadt u. Wolfgang Ries, ASV Mainz 88     |
| 1977 | 1.    | Senioren     | F    | SS            | vor Heinz Eichelbaum, KSV Witten u. Eckhard Knodel, KSV Wiesental   |
| 1978 | 1.    | Senioren     | GR   | SS            | vor Heinz Eichelbaum u. Eckhard Knodel                              |
| 1978 | 1.    | Senioren     | F    | SS            | vor Wolfgang Gentzen, Bonn-Duisdorf u. Max Schröger, Untergriesbach |
| 1979 | 1.    | Senioren     | GR   | SS            | vor Wolfgang Gentzen u. Albert Niederberger, AC Bad Reichenhall     |
| 1979 | 1.    | Senioren     | F    | SS            | vor Wolfgang Gentzen u. Alfons Hecher                               |
| 1980 | 1.    | Senioren     | GR   | SS            | vor Wolfgang Gentzen u. Willi Simon                                 |
| 1982 | 3.    | Senioren     | GR   | SS            | hinter Karl Hug, Freiburg-St. Georgen u. Michael Kies               |
| 1982 | 1.    | Senioren     | F    | SS            | vor Wolfgang Gentzen u. Hans-Günter Klein, KSV Witten               |

Anm.: OS = Olympische Spiele, WM = Weltmeisterschaft, EM = Europameisterschaft, GR = griechisch-römischer Stil, F = Freistil, Superschwergewicht, damals über 100 kg Körpergewicht